# 유카촌
유카촌(飯岡村)은 오카야마현 가쓰타군에 설치되었던 촌이다. 현재의 미사키정에 해당한다.